# Lédenon
Lédenon ist eine französische Gemeinde mit 1676 Einwohnern (Stand 1. Januar 2022) im Département Gard der Region Okzitanien.
In der Gemeinde gibt es eine Bibliothek mit fast 5000 Büchern. Allgemein ist die Gemeinde eher landwirtschaftlich geprägt. Der Circuit de Lédenon, eine Rennstrecke, für die das Dorf bekannt ist, passt nicht in dieses Bild.

## Geografie
Lédenon liegt etwa 18 Kilometer nordöstlich von Nîmes, nahe der A9.

## Circuit de Lédenon
Der Bau der Rennstrecke wurde im Jahr 1970 von zwei Motorsportfans beschlossen. Am 16. Juni 1973 wurde der Circuit de Lédenon behördlich zugelassen. 1977 fanden die ersten größeren Rennen statt.

## Verwaltung
Trotz ihrer Lage, die eher eine Zugehörigkeit zu den Gemeindeverbänden Pont du Gard oder Uzège begünstigt hätte, entschied sich die Gemeinde für eine Zugehörigkeit zum Gemeindeverband Nîmes Métropole.

## Demografie

### Bevölkerungsentwicklung
| Jahr      | 1962 | 1968 | 1975 | 1982 | 1990 | 1999 | 2008 | 2017 |
| Einwohner | 396  | 417  | 487  | 780  | 938  | 1130 | 1380 | 1556 |

### Altersstruktur
26 Prozent der Bevölkerung sind 19 Jahre alt oder jünger. Fünf Prozent der Bevölkerung sind 75 Jahre alt oder älter.